# Цзан Цзялян
Цзан Цзяля́н (кит. упр. 臧嘉亮, пиньинь Záng Jiāliàng; род. 12 января 1988, Харбин) — китайский кёрлингист и тренер по кёрлингу.
В составе мужской сборной Китая участник зимних Олимпийских игр 2010 (заняли восьмое место) и 2014 (заняли четвёртое место); участник восьми чемпионатов мира (лучший результат — четвёртое место в 2008), участник одиннадцати Тихоокеанско-азиатских чемпионатов (восьмикратные чемпионы), участник двух зимних Азиатских игр (чемпионы в 2017), бронзовый призёр зимней Универсиады 2009.
В «классическом» кёрлинге (команда из четырёх человек одного пола) играл в основном на позициях первого и четвёртого. Несколько сезонов был скипом команды.

## Достижения
- Тихоокеанско-азиатский чемпионат по кёрлингу: золото (2007, 2008, 2009, 2010, 2011, 2012, 2013, 2014), серебро (2016), бронза (2006, 2015).
- Зимние Азиатские игры: золото (2017), бронза (2007).
- Кубок мира по кёрлингу 2018/2019: серебро (финал).
- Зимние Универсиады: бронза (2009).
- Тихоокеанско-Азиатский чемпионат по кёрлингу среди юниоров: золото (2006, 2007, 2008, 2009), бронза (2005)

## Команды
| Сезон   | Четвёртый     | Третий        | Второй                             | Первый      | Запасной                              | Тренер                                  | Турниры                                           |
| ------- | ------------- | ------------- | ---------------------------------- | ----------- | ------------------------------------- | --------------------------------------- | ------------------------------------------------- |
| 2004—05 | Сюй Сяомин    | Wang Binjiang | Wang Zi                            | Цзан Цзялян |                                       | Чжан Вэй                                | ТАЧЮ 2005                                         |
| 2005—06 | Wang Binjiang | Сюй Сяомин    | Wang Zi                            | Цзан Цзялян |                                       | Чжан Вэй                                | ТАЧЮ 2006 · ЧМЮ 2006 (4 место)                    |
| 2006—07 | Wang Binjiang | Ван Фэнчунь   | Сюй Сяомин                         | Лю Жуй      | Цзан Цзялян                           | Чжан Вэй, Randy Perry                   | ТАЧ 2006                                          |
| 2006—07 | Wang Binjiang | Цзан Цзялян   | Wang Zi                            | Yang Tuo    | Su Xuefeng (ТАЧЮ)                     | Чжан Вэй                                | ТАЧЮ 2007 · ЧМЮ 2007 (9 место)                    |
| 2006—07 | Wang Binjiang | Ван Фэнчунь   | Лю Жуй                             | Сюй Сяомин  | Цзан Цзялян                           | Randy Perry, Тань Вэйдун                | ЗАИ 2007                                          |
| 2007—08 | Ван Фэнчунь   | Сюй Сяомин    | Лю Жуй                             | Чжан Чжипэн | Цзан Цзялян                           | Чжан Вэй, Даниэль Рафаэль               | ТАЧ 2007                                          |
| 2007—08 | Цзан Цзялян   | Chen Luan     | Wang Zhiqiang                      | Цзоу Дэцзя  |                                       |                                         |                                                   |
| 2007—08 | Цзан Цзялян   | Wang Zi       | Yang Tuo                           | Чэнь Луань  | Цзи Яньсун                            | Ли Хунчэнь                              | ТАЧЮ 2008 · ЧМЮ 2008 (8 место)                    |
| 2007—08 | Ван Фэнчунь   | Лю Жуй        | Сюй Сяомин                         | Цзан Цзялян | Ли Дунъянь                            | Даниэль Рафаэль                         | ЧМ 2008 (4 место)                                 |
| 2008—09 | Цзан Цзялян   | Цзи Яньсун    | Чэнь Луань                         | Ли Гуансюй  | Huang Ji Hui                          | Ли Хунчэнь                              | ТАЧЮ 2009 · ЧМЮ 2009 (8 место)                    |
| 2008—09 | Ван Фэнчунь   | Лю Жуй        | Сюй Сяомин                         | Цзан Цзялян | Чэнь Луань                            | Чжан Вэй (ТАЧ, ЗУ), Даниэль Рафаэль     | ТАЧ 2008 · ЗУ 2009 · ЧМ 2009 (9 место)            |
| 2009—10 | Ван Фэнчунь   | Лю Жуй        | Сюй Сяомин                         | Ли Хунчэнь  | Цзан Цзялян                           | Чжан Вэй, Даниэль Рафаэль               | ТАЧ 2009                                          |
| 2009—10 | Лю Жуй        | Сюй Сяомин    | Ван Фэнчунь                        | Цзан Цзялян | Ба Дэсинь                             | Чжан Вэй                                | ЧМ 2010 (11 место)                                |
| 2009—10 | Лю Жуй        | Ван Фэнчунь   | Сюй Сяомин                         | Ли Хунчэнь  | Цзан Цзялян                           | Чжан Вэй                                | ЗОИ 2010 (8 место)                                |
| 2010—11 | Ван Фэнчунь   | Цзан Цзялян   | Сюй Сяомин                         | Ба Дэсинь   | Чэнь Луань                            | Чжан Вэй                                | ТАЧ 2010                                          |
| 2010—11 | Сюй Сяомин    | Цзан Цзялян   | Чжан Чжипэн                        | Ба Дэсинь   | Лю Жуй                                | Даниэль Рафаэль, Чжан Вэй               |                                                   |
| 2011—12 | Лю Жуй        | Сюй Сяомин    | Ба Дэсинь                          | Чэнь Луань  | Цзан Цзялян                           | Lorne Hamblin                           | ТАЧ 2011                                          |
| 2011—12 | Лю Жуй        | Сюй Сяомин    | Ба Дэсинь                          | Цзан Цзялян | Чэнь Луань                            | Ли Хунчэнь                              | ЧМ 2012 (6 место)                                 |
| 2012—13 | Лю Жуй        | Сюй Сяомин    | Цзан Цзялян                        | Ба Дэсинь   | Цзоу Дэцзя                            | Lorne Hamblin, Ли Хунчэнь               | ТАЧ 2012                                          |
| 2012—13 | Лю Жуй        | Сюй Сяомин    | Ба Дэсинь                          | Цзан Цзялян | Цзоу Дэцзя                            | Ли Хунчэнь                              | ЧМ 2013 (6 место)                                 |
| 2013—14 | Лю Жуй        | Сюй Сяомин    | Ба Дэсинь                          | Цзан Цзялян | Цзоу Дэцзя                            | Ли Хунчэнь (ТАЧ, ЗОИ), Марсель Рок (ЧМ) | ТАЧ 2013 · ЗОИ 2014 (4 место) · ЧМ 2014 (6 место) |
| 2014—15 | Цзан Цзялян   | Цзоу Дэцзя    | Ба Дэсинь                          | Цзоу Цян    | Ван Цзиньбо                           | Ли Хунчэнь                              | ТАЧ 2014                                          |
| 2014—15 | Цзан Цзялян   | Цзоу Дэцзя    | Ба Дэсинь                          | Ван Цзиньбо | Чжан Жунжуй                           | Ли Хунчэнь                              | ЧМ 2015 (8 место)                                 |
| 2015—16 | Цзан Цзялян   | Сюй Сяомин    | Ба Дэсинь                          | Ван Цзиньбо | Ма Сююэ                               | Ли Хунчэнь                              | ТАЧ 2015                                          |
| 2016—17 | Лю Жуй        | Сюй Сяомин    | Цзоу Цян (ТАЧ) Ба Дэсинь (ЗАИ, ЧМ) | Цзан Цзялян | Zhang Tianyu (ТАЧ) Цзоу Цян (ЗАИ, ЧМ) | Марсель Рок                             | ТАЧ 2016 · ЗАИ 2017 · ЧМ 2017 (5 место)           |
| 2017—18 | Лю Жуй        | Сюй Сяомин    | Цзян Дунсюй                        | Цзан Цзялян |                                       |                                         |                                                   |
| 2018—19 | Цзан Цзялян   | Ба Дэсинь     | Ма Яньлун                          | Ван Цзиньбо |                                       | Даниэль Рафаэль                         | КМ 2018/19 (1 этап) (7 место)                     |
| 2018—19 | Ба Дэсинь     | Цзоу Цян      | Ван Чжиюй                          | Сюй Цзинтао | Цзан Цзялян                           | Сюй Сяомин                              | КМ 2018/19 (финал)                                |
| 2019—20 | Цзоу Цян      | Ван Чжиюй     | Тянь Цзяфэн                        | Сюй Цзинтао | Цзан Цзялян                           |                                         |                                                   |

(скипы выделены полужирным шрифтом)

## Результаты как тренера национальных сборных
| Год  | Турнир                                        | Сборная         | Место |
| ---- | --------------------------------------------- | --------------- | ----- |
| 2024 | Панконтинентальный чемпионат по кёрлингу 2024 | Китай (женщины) | 3     |
| 2025 | Чемпионат мира по кёрлингу среди женщин 2025  | Китай (женщины) | 3     |